# Wieża radości, wieża samotności
Wieża radości, wieża samotności – przebój grupy Sztywny Pal Azji z 1987 roku, muzyczna wizytówka zespołu.
W roku 2014 utwór ten został uznany przez głosujących słuchaczy Programu III Polskiego Radia za najważniejszy polski utwór wszech czasów (7. Polski Top Wszech Czasów). W 2020 roku zajął 5. miejsce. W 1998 roku w 5. Topie Wszech Czasów zajął 22. miejsce.
9 maja 2016 roku ukazała się wersja live utworu, zapowiadająca najnowsze wydawnictwo zespołu Europa i Azja LIVE.

## Twórcy
- Leszek Nowak – fortepian, śpiew, chórki
- Paweł Nazimek – gitara basowa, chórki
- Jarosław Kisiński – gitara, gitara akustyczna, chórki, słowa utworów
- Janusz Deda – perkusja
- Zbigniew Ciaputa – konga
- Andrzej Turek – gitara akustyczna